# Deltiologi

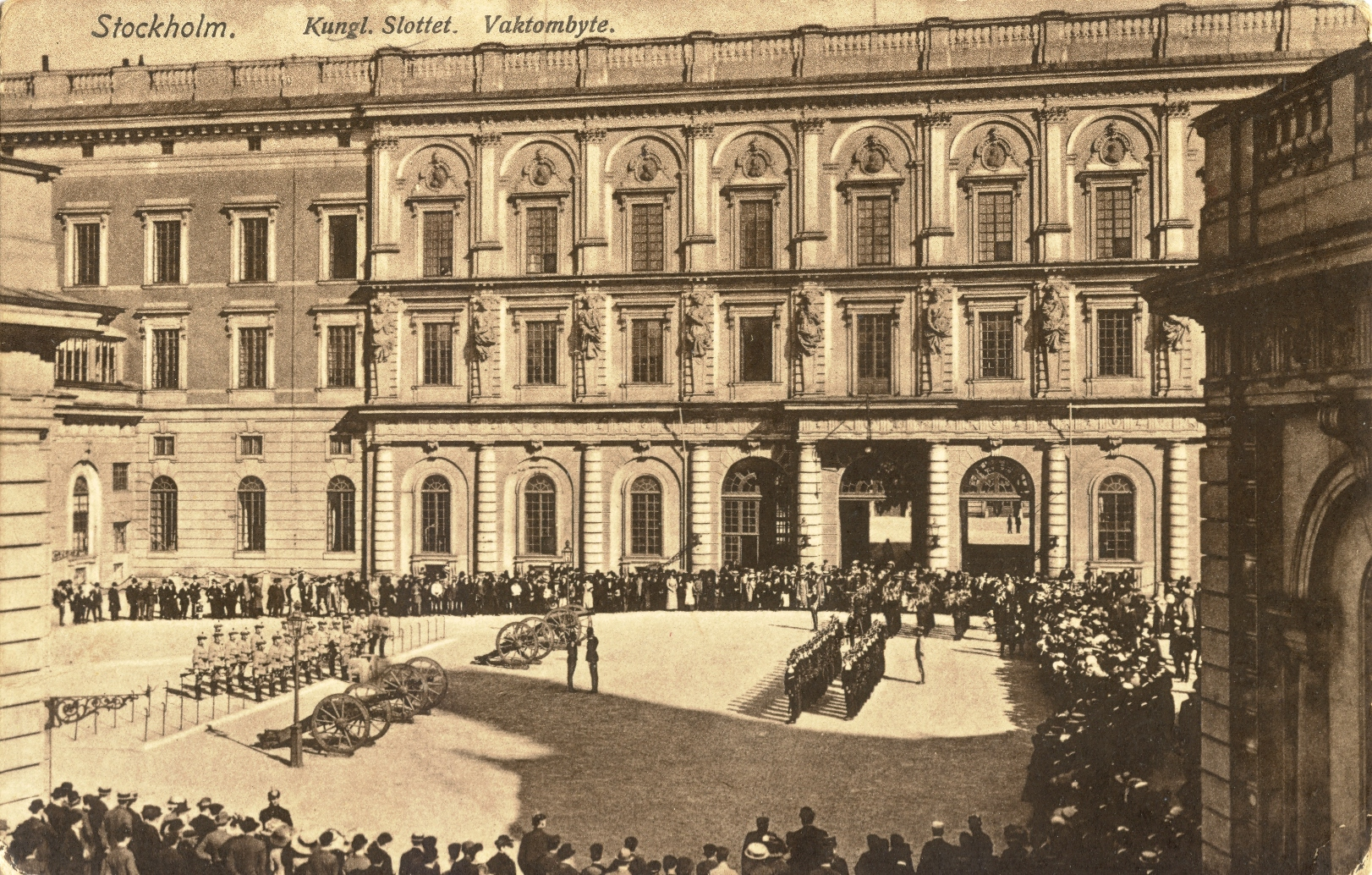
Ett vykort med Stockholms slott.

Deltiologi är studiet och samlandet av vykort. Den som samlar på vykort kallas deltiolog eller vykortssamlare.

## Hemortssamlande

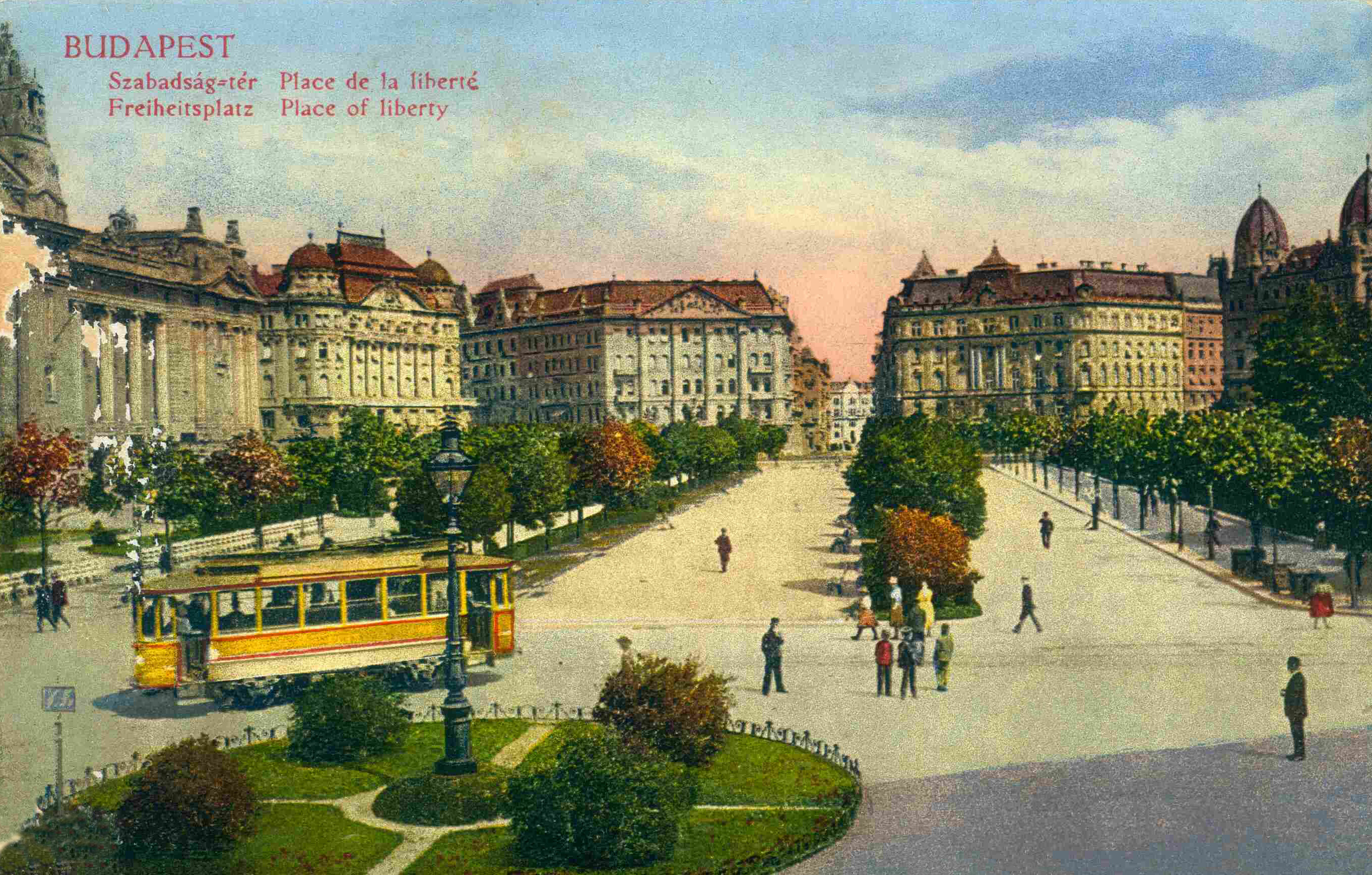
Ett topografiskt kort, här från Budapest.

Många deltiologer samlar på vykort från sin hemort. Äldre vykort i svartvitt trycktes ofta i små upplagor på olika småförlag. I stället gjordes många olika upplagor med olika motiv, vilket gör att det även från mindre orter finns en rik flora av vykort. Vanliga motiv är järnvägsstationer, hotell, kyrkor och andra representativa byggnader, men även gatuvyer är vanliga. När vykorten började tryckas i färg tvingades man på grund av den nya trycktekniken göra större – och färre – upplagor. Det gör att många deltiologer riktat in sig på äldre vykort.

## Reklamkort

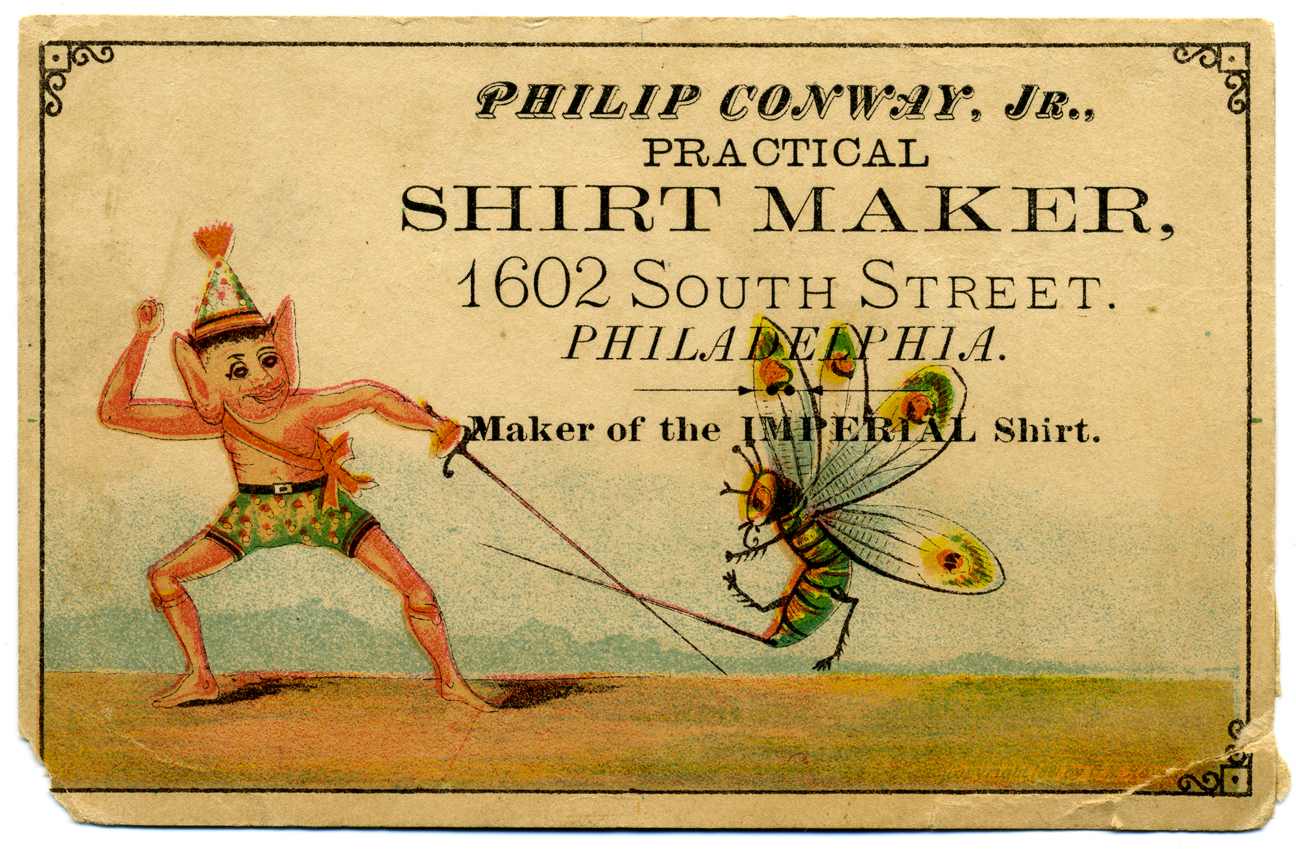
Reklamkort för den amerikanska skjortmakaren Philip Conway i Philadelphia.

Reklamkort är inte vykort i ordets egentliga mening, då de inte är avsedda att sändas som post. Dock är de uppskattade samlarobjekt. 
Reklamkortens historia är äldre än vykortens. Redan i mitten av 1800-talet spreds kort med reklam för olika varuhus. Andra objekt det gjordes reklam för var kaffe, choklad och tvål.
Reklamkorten hade ofta blank baksida. Dessa kallades i Sverige för "handräckningskort" och skickades i kuvert eller överlämnades till kunder vid jul och nyår.
Senare banade tekniska moderniteter vägen för nya reklamkort. Ofta var korten avsedda att påvisa apparaternas förträfflighet. Till exempel gav Electrolux ut ett kort med en liten flicka som använder en dammsugare och texten "Ett barn kan sköta E-lux".

## Vykort från utställningar

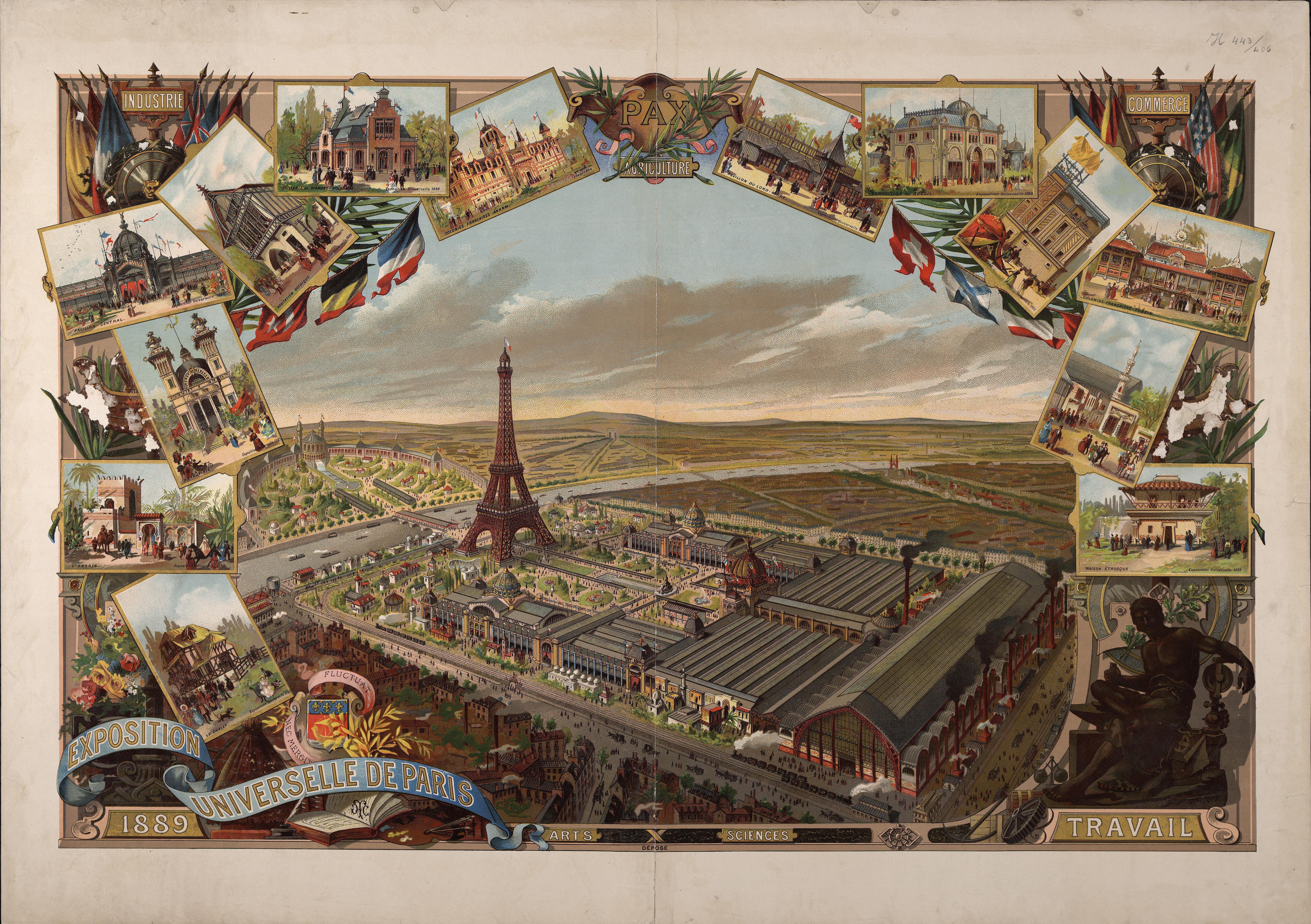
Vykort från världsutställningen i Paris 1889.

Några av de första vykorten gavs ut till världsutställningarna i slutet av 1800-talet. Dessa kort är populära bland samlare.
Det var vid världsutställningen i Paris 1889 som vykortet fick sitt stora uppsving. Det fanns särskilda vykort med Eiffeltornet där avsändaren kunde markera var i tornet han befann sig då han skrev kortet. Idag finns deltiologer som uteslutande samlar på vykort med Eiffeltornet.

## Glamourkort

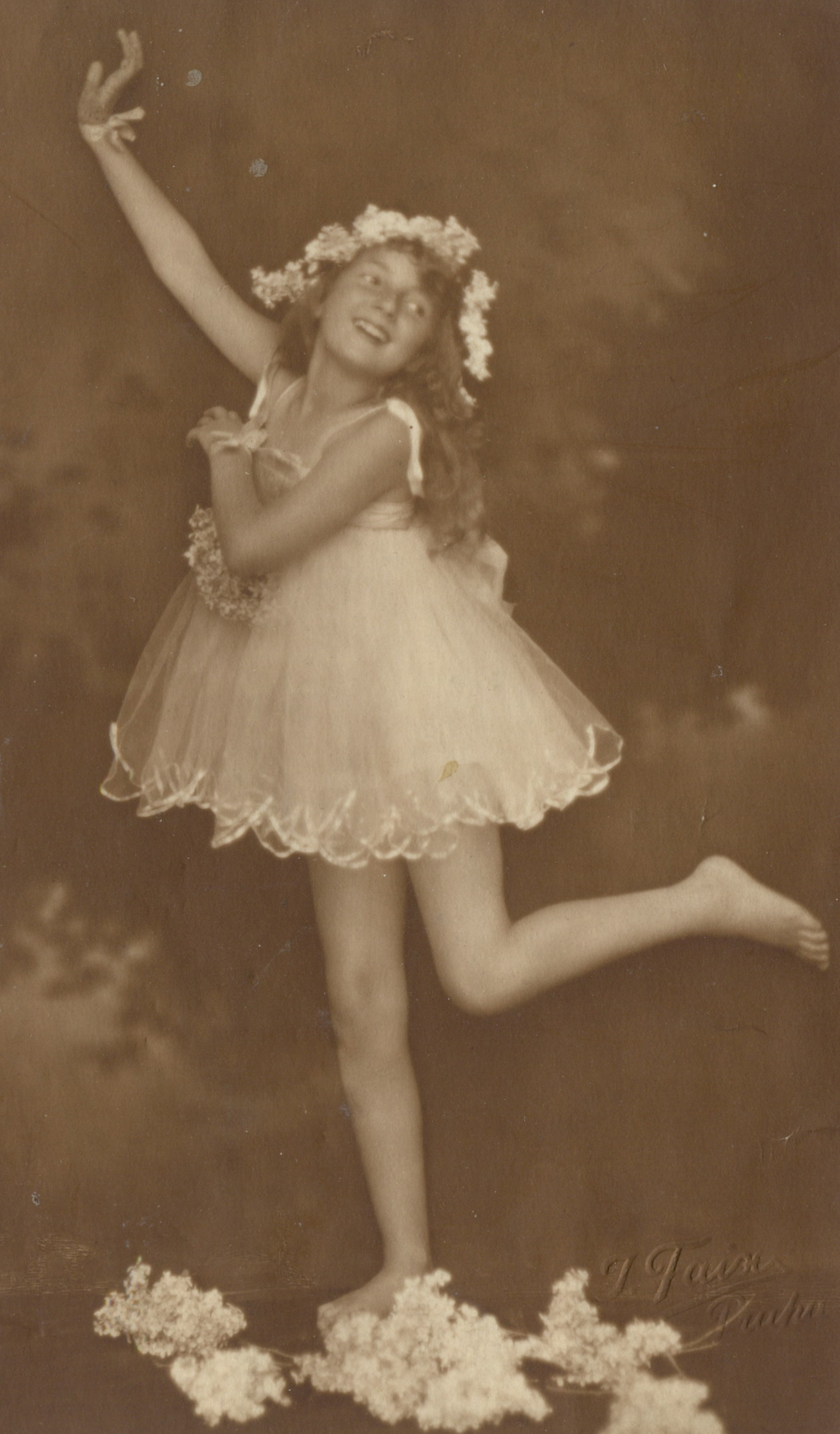
Ett typiskt glamourkort. Dansande flicka, vykort från cirka 1900

Glamourkort är vykort som visar människor med "speciell charm alltifrån helnakna till lättklädda eller fullt påklädda", enligt Stanley Gibbons Postcard Catalogue.
Glamourkorten uppstod i slutet av 1800-talet. De tidiga visar ofta badflickor. Efter år 1900 blev motiven djärvare, inte minst genom franska konstnärer som utförde mer vågade motiv med nakna kvinnor. Utanför Frankrike var kvinnorna på glamourkorten i allmänhet mer påklädda
Vissa glamourkort, till exempel de med nakna kvinnor av Suzanne Meunier, ansågs av Posten vara så stötande att man beslagtog dem vid sorteringen. Idag är de näst intill omöjliga för deltiologer att hitta postgångna.

## Övrigt
Vykortssamlande kan varieras i det oändliga, och begränsas endast av samlarens egen fantasi. Det finns vykort med allt från fartyg och ishockeyspelare till cirkusartister och filmstjärnor. Åter andra deltiologer samlar på kort med motiv från Olympiska spelen eller med fotbollsspelare.
Även julkort är populära samlarobjekt, i Sverige inte minst med motiv av Jenny Nyström.